# Klytios
Klytios är i grekisk mytologi en gigant, son till Gaia, som i kriget med gudarna blev dödad av Hekate och Hefaistos med glödande järn.